# Willi Croll (Verbandsfunktionär)
Willi Croll (* 1. September 1926 in Simtshausen; † 15. März 2018 in Bonn) war ein deutscher Jurist und Präsident des Deutschen Raiffeisenverbandes (DRV).

## Berufliche Laufbahn
Willi Croll studierte 1947 bis 1951 Rechtswissenschaften an der Philipps-Universität Marburg, das Große Juristische Staatsexamen legte er 1954 in Kassel ab. Croll begann seine berufliche Laufbahn 1955 in der Raiffeisen-Organisation. Von 1955 bis 1970 war er in aufsteigender Reihenfolge Syndikus, Vorstandsmitglied und Verbandsdirektor beim Raiffeisenverband Mittelrhein e.V. in Koblenz. Anschließend ging er bis 1978 als Verbandsdirektor, später Vorstandsmitglied und Sprecher des Vorstandes zum Raiffeisenverband Hannover.
Vom 1. Januar 1979 bis zum 30. September 1991 war er Präsident des Deutschen Raiffeisenverbandes (DRV). In seiner Amtszeit hat Willi Croll maßgeblich die Modernisierung der Verbandsstrukturen geprägt. Später wurde er zum Ehrenpräsidenten des Verbandes ernannt.
Außerdem war Croll Vorsitzender des Aufsichtsrats der Deutschen Vieh- und Fleischzentrale GmbH in Bonn, der Deutschen Milchkontor GmbH (DMK), der Rhein-Main Rückversicherungsgesellschaft AG in Wiesbaden und der R+V Allgemeine Versicherungs AG in Wiesbaden. Er war stellvertretender Aufsichtsratsvorsitzender der Deutschen Genossenschafts-Hypothekenbank in Hamburg (DG Hyp, heute DZ Hyp) sowie Mitglied des Aufsichtsrats der Vereinigten Tierversicherung Gesellschaft a. G. in Wiesbaden. Bei der DG Bank Frankfurt a. M. (heute DZ Bank) war Willi Croll Vorstandsmitglied.

## Ehrungen
- 1987: Großes Verdienstkreuz der Bundesrepublik Deutschland
- 1987: Andreas-Hermes-Medaille des Deutschen Bauernverbandes (DBV)
- 1991: Raiffeisen-Medaille des Deutschen Raiffeisenverbandes
- 1992: Großes Verdienstkreuz mit Stern der Bundesrepublik Deutschland
- Raiffeisen-Schulze-Delitzsch-Medaille in Gold des Deutschen Genossenschafts- und Raiffeisenverbandes (DGRV)